# Trigonidomimus
Trigonidomimus is een geslacht van rechtvleugeligen uit de familie krekels (Gryllidae). De wetenschappelijke naam van dit geslacht is voor het eerst geldig gepubliceerd in 1912 door Caudell.

## Soorten
Het geslacht Trigonidomimus omvat de volgende soorten:
- Trigonidomimus annuliger Hebard, 1928
- Trigonidomimus belfraegei Caudell, 1912
- Trigonidomimus comptus Walker, 1869
- Trigonidomimus ruficeps Chopard, 1956
- Trigonidomimus zernyi Chopard, 1931